# Szczurzyn (gmina)
Szczurzyn – dawna gmina wiejska istniejąca do 1939 roku w woj. wołyńskim (obecnie na Ukrainie). Siedzibą gminy był Szczurzyn, a następnie Berezołupy Wielkie.
W okresie międzywojennym gmina Szczurzyn należała do powiatu łuckiego w woj. wołyńskim. 1 stycznia 1925 od gminy Szczurzyn odłączono wieś Mały Porsk, którą włączono do gminy Hołoby w powiecie kowelskim w tymże województwie.
Według stanu z dnia 4 stycznia 1936 roku gmina składała się z 40 gromad. Po wojnie obszar gminy Szczurzyn wszedł w struktury administracyjne Związku Radzieckiego.